# Ippolito d'Este (1509-1572)
Ippolito II d'Este (Ferrara, 25 agosto 1509 – Roma, 2 dicembre 1572) è stato un cardinale e arcivescovo cattolico italiano, figlio terzogenito (Alessandro visse meno di un mese) del duca Alfonso I d'Este e di Lucrezia Borgia, e nipote del cardinale omonimo Ippolito d'Este.

## Biografia

### La giovinezza
Suo nonno paterno era Ercole I d'Este e suo nonno materno il papa Alessandro VI. Suo zio quindi fu Cesare Borgia.
Nel 1519, a soli dieci anni, ricevette la cresima e gli ordini minori; lo zio cardinale Ippolito d'Este, da cui aveva ripreso il nome, gli cedette l'arcivescovato di Milano (senza però le laute rendite dello stesso, che si era riservato fino alla morte, avvenuta nel 1520) ed il 20 maggio ottenne da Leone X l'investitura episcopale.
Il 24 giugno dello stesso anno moriva la madre Lucrezia. Per divenire non solo un alto dignitario ecclesiastico, ma anche un ottimo diplomatico, fu formato insieme a Ercole - il primogenito erede del titolo ducale col nome di Ercole II d'Este - secondo l'educazione umanistica del tempo (studio dei classici, musica, danza, equitazione, armi). Ebbe come precettori fino al 1525 Celio Calcagnini e Fulvio Pellegrino Morato. Lasciò poi Ferrara per compiere gli studi universitari a Padova. Sin da giovane Ippolito condusse vita gaudente e licenziosa, amante però anche dell'arte e, in particolare, dell'archeologia.
Ercole II lo inviò quindi in Francia con vari obiettivi, tra cui quello di allontanare Renata, la sposa del duca, dai legami con la corte d'oltralpe, ma lo scopo principale era di ottenere il cardinalato, ed Ippolito non esitò a sfruttare l'appoggio del re Francesco I, facendo passare in secondo piano la questione della cognata. L'operazione fu lunga e complessa, e si avvalse di «un non facile lavorio di anticamere e di contatti ai più alti livelli», finché l'accordo fra il papa e il duca estense, vertente sul rinnovamento dell'investitura ferrarese, gli aprì le porte del cardinalato, e Paolo III lo creò cardinale nel concistoro del 5 marzo 1539.
Tornato in Francia, venne eletto consigliere regio, compiendo missioni diplomatiche per Francesco a Venezia e Roma, ponendosi poi al servizio anche di Enrico II, salito al trono nel 1547.

### La lotta per l'ascesa al soglio di Pietro
Con la morte di Paolo III, l'ascesa al soglio pontificio divenne la sua sola ragione di vita, nel tentativo di assecondare la propria sete di potere e di assicurare imperitura gloria a una famiglia che non aveva ancora dato Papi alla Chiesa di Roma. Ippolito si prodigò con ogni mezzo per raggiungere l'obiettivo, ma ogni conclave rappresentò per lui un nuovo scacco; vennero infatti eletti Giulio III, Marcello II, Paolo IV (che lo allontanò dallo stato pontificio con l'accusa di simonia, forse perché preoccupato di venirne avvelenato), Pio IV, Pio V e Gregorio XIII.
Rinunciò al governo pastorale dell'arcidiocesi di Milano il 19 marzo 1550, ma riebbe l'amministrazione apostolica nel 1555 e vi rinunciò nuovamente il 16 dicembre 1556. Nel 1552 fu nominato governatore di Siena.

### Una vita insoddisfatta, tra amore del piacere e amore del bello
Durante la sua vita ebbe relazioni amorose con donne dalla non brillante reputazione quali Madame d'Étampes e Diana di Poitiers, dandosi a feste di ogni tipo, senza badare allo sfarzo e alle spese, e incapace di mantenere un rapporto duraturo. Per questo, è tuttora ignoto il nome della madre dell'unica sua figlia di cui si hanno notizie certe, Renata, andata poi sposa al conte Lodovico Pico della Mirandola nel 1553 e morta due anni dopo.
Ippolito tuttavia si impegnò anche indefessamente nella costruzione, nel rinnovo e nel restauro di molte bellezze della città d'origine e di quella d'elezione, Roma. È noto soprattutto per aver voluto la meravigliosa Villa d'Este di Tivoli, affidandone i lavori a Pirro Ligorio.
Villa d'Este, dove andò a vivere, non fu che la ciliegina sulla torta: il cardinale si occupò a Ferrara della Delizia di Belfiore e del palazzo di san Francesco, e fu operoso anche a Fontainebleau, Siena e Roma, dove avviò lavori di scavo a Santo Stefano Rotondo, sul Celio. Si fece promotore anche del restauro della Villa Adriana.
A Villa d'Este ebbe la magra consolazione di ricevere una cordiale visita di Gregorio XIII, accolto con tutti gli onori, tanto che «la notte avanti la venuta del pontefice fece compiere una fontana meravigliosa che con quattro draghi rappresentava al vivo la girandola che si suole fare in Castello la vigilia di S. Pietro».
Questa ricerca del bello nelle sue svariate forme testimonia di un personaggio che, al di là della corruzione e della mancanza di scrupoli, fu costantemente alla ricerca di qualcosa che potesse appagarlo più profondamente.
Gli ultimi anni furono segnati da sofferenze fisiche e dalla gotta, che il celebre medico Girolamo Cardano cercò di curare con scarso successo. Approssimatasi l'ora del trapasso, lasciò in eredità ad Alfonso II e al cardinale Luigi i beni prelatizi, e a quest'ultimo - da tempo in rotta con lo zio ma rappacificatosi con lui non appena capì che la morte di Ippolito era imminente - concedeva anche le ville di Monte Cavallo, sul Quirinale, e quella di Tivoli.
Morì a Roma dopo breve malattia nel pomeriggio del 2 dicembre 1572. Vestita di mitra e paramenti violacei, la salma fu esposta nella sala maggiore di Monte Giordano. Il giorno dopo la salma del cardinale veniva trasportata da Monte Giordano a Santa Caterina de' Funari (del cui ospizio per le “ragazze pericolanti” era stato patrono), dove fu esposta per cinque giorni; portata poi a Tivoli l'8 dicembre, il giorno dopo nella Chiesa di Santa Maria Maggiore (conosciuta anche come Chiesa di S. Francesco) il vescovo di Tivoli Giovanni Andrea Croce celebrò la Messa di Requiem.
Fu sepolto nella chiesa di Santa Maria Maggiore di Tivoli, in prossimità di Villa d'Este.
Fu un avveduto mecenate di artisti e letterati, tra cui Benvenuto Cellini.

## Ascendenza

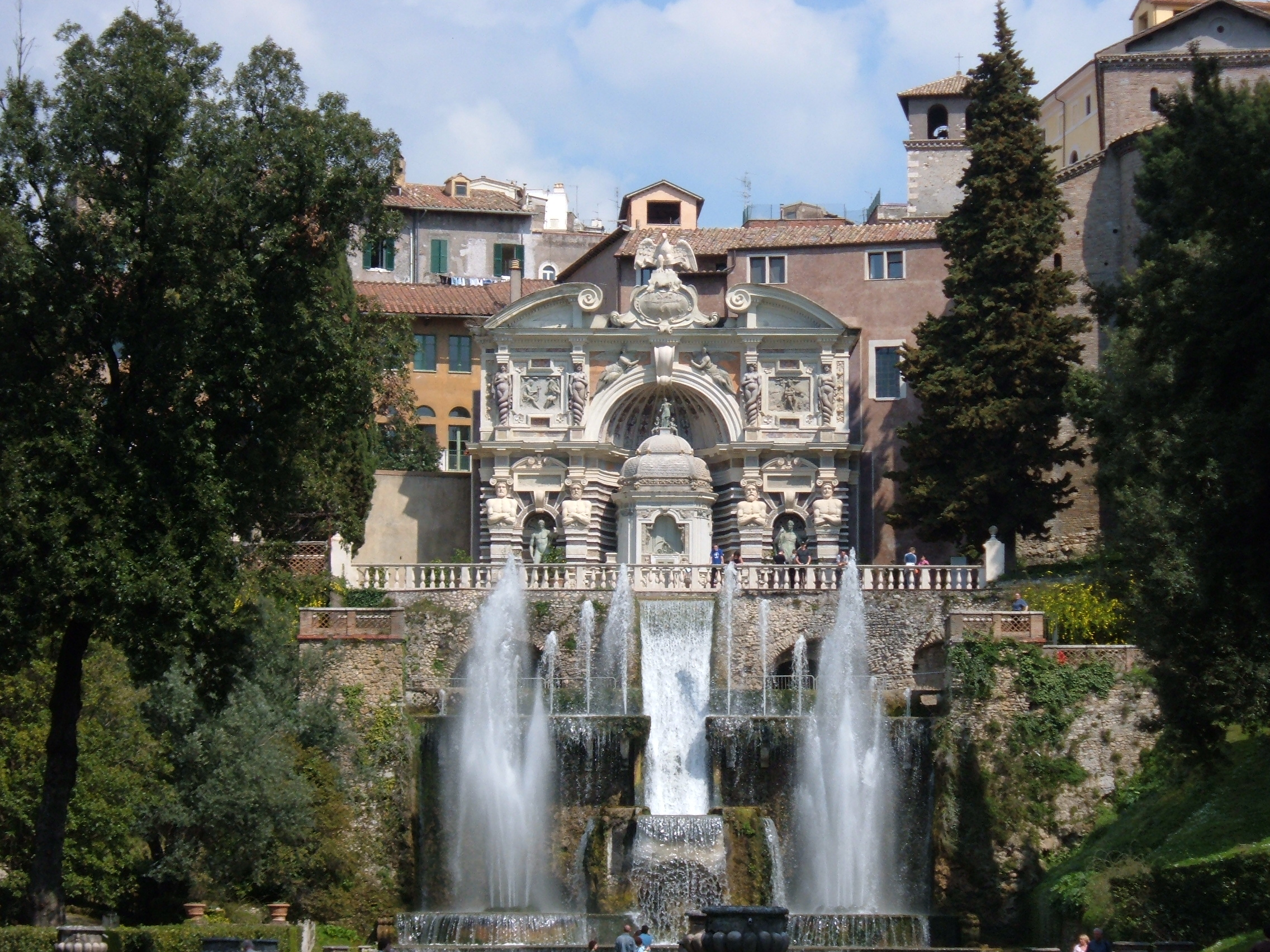
Villa d'Este

|                    |                         |                              | Genitori                |  |  | Nonni |  |  | Bisnonni           |  |  | Trisnonni        |  |
|                    |                         |                              |                         |  |  |       |  |  | Niccolò III d'Este |  |  | Alberto V d'Este |  |
|                    |                         |                              |                         |  |  |       |  |  | Niccolò III d'Este |  |  | Alberto V d'Este |  |
|                    |                         | Isotta Albaresani            |                         |  |  |       |  |  | Niccolò III d'Este |  |  |                  |  |
| Ercole I d'Este    |                         |                              |                         |  |  |       |  |  | Niccolò III d'Este |  |  |                  |  |
|                    |                         | Ricciarda di Saluzzo         | Tommaso III di Saluzzo  |  |  |       |  |  |                    |  |  |                  |  |
|                    |                         | Ricciarda di Saluzzo         | Tommaso III di Saluzzo  |  |  |       |  |  |                    |  |  |                  |  |
|                    |                         | Ricciarda di Saluzzo         | Margherita di Roucy     |  |  |       |  |  |                    |  |  |                  |  |
| Alfonso I d'Este   |                         | Ricciarda di Saluzzo         |                         |  |  |       |  |  |                    |  |  |                  |  |
|                    |                         | Ferdinando I di Napoli       | Alfonso I di Napoli     |  |  |       |  |  |                    |  |  |                  |  |
|                    |                         | Ferdinando I di Napoli       | Alfonso I di Napoli     |  |  |       |  |  |                    |  |  |                  |  |
|                    |                         | Ferdinando I di Napoli       | Gueraldona Carlino      |  |  |       |  |  |                    |  |  |                  |  |
| Eleonora d'Aragona |                         | Ferdinando I di Napoli       |                         |  |  |       |  |  |                    |  |  |                  |  |
|                    |                         | Isabella di Chiaromonte      | Tristano di Chiaromonte |  |  |       |  |  |                    |  |  |                  |  |
|                    |                         | Isabella di Chiaromonte      | Tristano di Chiaromonte |  |  |       |  |  |                    |  |  |                  |  |
|                    |                         | Isabella di Chiaromonte      | Caterina di Taranto     |  |  |       |  |  |                    |  |  |                  |  |
| Ippolito II d'Este |                         | Isabella di Chiaromonte      |                         |  |  |       |  |  |                    |  |  |                  |  |
|                    | Jofré Llançol i Escrivà | Rodrigo Gil de Borja         |                         |  |  |       |  |  |                    |  |  |                  |  |
|                    | Jofré Llançol i Escrivà | Rodrigo Gil de Borja         |                         |  |  |       |  |  |                    |  |  |                  |  |
|                    | Jofré Llançol i Escrivà | Sibila de Oms                |                         |  |  |       |  |  |                    |  |  |                  |  |
| Papa Alessandro VI | Jofré Llançol i Escrivà |                              |                         |  |  |       |  |  |                    |  |  |                  |  |
|                    |                         | Isabel de Borja y Cavanilles | Domingos de Borja       |  |  |       |  |  |                    |  |  |                  |  |
|                    |                         | Isabel de Borja y Cavanilles | Domingos de Borja       |  |  |       |  |  |                    |  |  |                  |  |
|                    |                         | Isabel de Borja y Cavanilles | Francisca Marti         |  |  |       |  |  |                    |  |  |                  |  |
| Lucrezia Borgia    |                         | Isabel de Borja y Cavanilles |                         |  |  |       |  |  |                    |  |  |                  |  |
|                    |                         | Giacomo Conte dei Cattanei   | …                       |  |  |       |  |  |                    |  |  |                  |  |
|                    |                         | Giacomo Conte dei Cattanei   | …                       |  |  |       |  |  |                    |  |  |                  |  |
|                    |                         | Giacomo Conte dei Cattanei   | …                       |  |  |       |  |  |                    |  |  |                  |  |
| Vannozza Cattanei  |                         | Giacomo Conte dei Cattanei   |                         |  |  |       |  |  |                    |  |  |                  |  |
|                    |                         | Mencia Pinctoris             | …                       |  |  |       |  |  |                    |  |  |                  |  |
|                    |                         | Mencia Pinctoris             | …                       |  |  |       |  |  |                    |  |  |                  |  |
|                    |                         | Mencia Pinctoris             | …                       |  |  |       |  |  |                    |  |  |                  |  |
|                    |                         | Mencia Pinctoris             |                         |  |  |       |  |  |                    |  |  |                  |  |

## Stemma
| Immagine | Blasonatura |
| -------- | --- |
| \| \|    | Ippolito II d'Este Cardinale Stemma della famiglia d'Este. Lo scudo, accollato a una croce astile patriarcale d'oro, posta in palo, è timbrato da un cappello con cordoni e nappe di rosso. Le nappe, in numero di trenta, sono disposte quindici per parte, in cinque ordini di 1, 2, 3, 4, 5. |
|          | |